# Irena Lize
Irena Lize (ur. 1923, zm. 8 listopada 2013) – polski lekarz, dr hab. n. med., specjalistka w zakresie pediatrii, anatomii prawidłowej człowieka, profesor nadzwyczajny Akademii Medycznej im. Feliksa Skubiszewskiego w Lublinie.
Jako pracownik Akademii Medycznej w Lublinie była przewodniczącą Rady Bibliotecznej, zastępcą dyrektora do spraw nauki Instytutu Biologiczno-Morfologicznego oraz rzecznikiem dyscyplinarnym dla studentów Wydziału Lekarskiego.

## Wybrane odznaczenia
- Krzyż Kawalerski Orderu Odrodzenia Polski
- Złoty Krzyż Zasługi